# 杰西科
杰西科（義大利語：Gesico），是意大利撒丁大区南撒丁省的一个市镇。总面积25.56平方公里，人口905人，人口密度35.4人/平方公里（2009年）。ISTAT代码为092024。